# Gensidig berøring
Gensidig berøring er en dansk eksperimentalfilm fra 1997 instrueret af Torben Skjødt Jensen.

## Handling
Denne artikel mangler et handlingsreferat. Hjælp os med at skrive det.